# Tom Abbs
Tom Abbs (* 1972 in Seattle, Washington) ist ein US-amerikanischer Jazz-Musiker (Bass, Cello, Tuba sowie Violine, Didgeridoo, Flöte), Filmemacher und Musikmanager.

## Leben und Wirken
Der Multiinstrumentalist Tom Abbs wuchs im Bundesstaat Washington auf und lebt seit 1991 in Brooklyn, New York. Er studierte an der New School im Jazz and Contemporary Music Programm, u. a. bei Reggie Workman, Buster Williams, Joe Chambers, Brian Smith, Junior Mance, Arnie Lawrence, Chico Hamilton und Art Taylor. Seit 1992 arbeitet er als professioneller Musiker u. a. mit Lawrence „Butch“ Morris, Charles Gayle, Daniel Carter, Cooper-Moore, Steve Swell, Roy Campbell, Sabir Mateen, Ori Kaplan, Jemeel Moondoc, Assif Tsahar, Borah Bergman, Billy Bang, Andrew Lamb und Warren Smith im Bereich von Free Jazz und improvisierter Musik.
Daneben arbeitet er mit einer eigenen Formation namens Frequency Response; 2003 legte er mit ihr ein erstes Album unter eigenem Namen mit Eigenkompositionen vor (Conscription), das bei CIMP erschien. 2008 entstand ein weiteres Album (Lost and Found).
Außerdem ist Abbs Mitglied der Formationen Triptych Myth, Yuganaut und Transmitting (mit Napoleon Maddox und Jane LeCroy) und tourt als Solist mit seinem Multimedia-Projekt Multifarious. Er hat auch mit dem Maler M. P. Landis gearbeitet.
Außerdem war Abbs Gründer der Künstlergruppe Jump Arts, die zwischen 1997 und 2002 in New York Aufführungen organisierte. Er ist auch als Manager für das Avantgarde-Label ESP-Disk tätig.

## Diskographische Hinweise
- Tom Abbs & Frequency Response: Hawthorn (Engine Studios, 2018)